# Juan Burgueño
Juan Burgueño Pereira (Montevideo, 1923. február 4. – 1997. szeptember 21.) világbajnok uruguayi labdarúgócsatár.

## Pályafutása

### Klubcsapatban
1947–48-ban az argentin Atlanta, 1948 és 1955 között a Danubio labdarúgója volt.

### A válogatottban
1947 és 1950 között három alkalommal szerepelt az uruguayi válogatottban. Az 1950-es brazíliai világbajnokságon aranyérmes lett a csapattal.

## Sikerei, díjai
Uruguay
- Világbajnokság
  - aranyérmes: 1950, Brazília